# Озолин, Николай Николаевич
Никола́й Никола́евич Озо́лин (род. 26 мая 1942 года, Брауншвейг, Германия) — священнослужитель Корсунской епархии Русской православной церкви, митрофорный протоиерей, богослов, иконописец, декан (2012—2014 гг.) и профессор иконоведения, пастырского богословия Свято-Сергиевского православного богословского института в Париже.

## Биография
Родился в 1942 году в семье русских эмигрантов, покинувших Россию в 1920 году.
Окончив среднюю школу в Париже, в 1959 году поступил в Свято-Сергиевский православный богословский институт, где учился в иконописном классе известного иконоведа и иконописца Л. А. Успенского, а затем — у видного историка церковного искусства А. Н. Грабара.
В 1964 году окончил Богословский институт в Париже со степенью магистра богословия (фр. maîtrise en théologie) за сочинение «Место образа в домостроительстве нашего спасения. С ветхозаветных времен до первохристианских веков».
В августе 1966 года женился на Елизавете Павловне Калюжной и три месяца спустя в церкви трёх Святителей в Париже был рукоположён митрополитом Сурожским Антонием (Блумом) в сан диакона.
В 1968 году архиепископом Василием (Кривошеиным) был рукоположён в сан священника и назначен настоятелем прихода русского православного прихода в Гааге. Там он вскоре изучил язык и ввёл на приходе богослужения на местом языке.
В том же году получает должность ассистента в Университете Лейдена и изучает, в частности, раннехристианское искусство и искусство Нубии (Faras, Abdalla-Nirqui т.д.).
В 1971 году Патриарший Экзарх в Западной Европе Митрополит Антоний (Блум) отозвал его в Париж и назначил своим секретарём.
В 1974 году получил предложение от Александра Шмемана и Иоанна Мейендорфа преподавать литургическое искусство в Свято-Владимирской Духовной семинарии в США.
В 1985 году защитил докторскую диссертацию в Сорбонне на тему «Православная иконография Пятидесятницы».
С 1986 года — профессор православной иконологии, гомилетики и пастырского богословия в Богословском институте в Париже. Протоиерей.
В 1986—1992 годах — приглашенный профессор в Свято-Владимирской духовной семинарии в США.
С 1980-х до 1991 года — настоятель храма Святителя Николая Чудотворца в Булонь-Бийанкуре (под Парижем).
В 1986 был награждён палицей.
С 1991 года служил в церкви преподобного Сергия Радонежского на Сергиевском подворье в Париже.
Автор и ведущий телевизионных передач о православии на канале France 2. Выступает с докладами на международных симпозиумах: к 40-летию со дня кончины протоиерея Сергия Булгакова (1986, Монжерон, под Парижем), в честь 1000-летия принятия Христианства на Руси (1988, монастырь де л’Эпо, Нижняя Нормандия), участник коллоквиума «Искусство и литургия», конференции памяти святого патриарха Тихона (1998).
В 1992—2002 годах — приглашенный профессор факультета литургических искусств Православного Свято-Тихоновского гуманитарного университета в Москве, где он помог разработать программу по иконологии.
В 1998 на юбилейном вечере к 70-летию со дня освящения Введенской церкви в Париже выступал с воспоминаниями. С 1998 года начинает регулярно посещать Румынию для проведения конференций.
До 2003 был настоятелем храма Святителя Николая Чудотворца в Лилле.
Член Общества «Икона», где читает лекции о традициях православной иконы и др. В разные годы член редколлегии «Вестника РСХД».
18 июня 2012 года на общем собрании преподавателей Свято-Сергиевского богословского института избран деканом Института на два ближайших академических года — с 1 сентября 2012 по 31 августа 2014 года.
27 июня 2014 года был избран его преемник на посту декана института, им стал протоиерей Николай Чернокрак.
19 февраля 2015 года освобождён от должности настоятеля храма Христа Спасителя в Аньер-сюр-Сене и назначен настоятелем церкви преподобного Сергия в Париже и духовником Свято-Сергиевского института в Париже.
17 октября 2017 года Указом епископа Корсунского Нестора был принят в клир Корсунской епархии Русской Православной Церкви и определён в штат Трехсвятительского храма в Париже, где и был рукоположен в священный сан 50-ю годами ранее.

## Семья
Супруга: Елизавета Павловна Озолина, урождённая Калюжная, — профессор иконописания Свято-Сергиевского Богословского института в Париже, иконописец, реставратор, монументалист.
Сыновья: Николай Николаевич Озолин-младший, протоиерей, клирик Корсунской епархии, был настоятелем Преображенского прихода в Кижах после возвращения в Россию в 1992 году, с 2011 года — настоятелем Николаевского собора в Ницце; Алексей Николаевич Озолин — скульптор.

## Награды

### Государственные награды
- Кавалер французского Национального ордена «За заслуги» (2004 год) — за общую научно-образовательную деятельность
- Кавалер французского ордена Искусств и литературы (2005 год) — за творческую работу на французском телевидении

### Конфессиональные награды
- Патриарший наперсный крест от Патриарха Румынского Феоктиста (Румынская православная церковь, 1994 год) — за работу с румынскими студентами в Парижском институте св. Сергия.
- Митра и сан Митрофорного протоиерея от архиепископа Гавриила (де Вильдера) (Константинопольская православная церковь, 2008 год) — за 40 лет безупречной службы в священном сане.

## Почётные учёные звания
- Почётный доктор Трансильванской академии изящных искусств в Клуж-Напока (Румыния, июнь 2006 года)
- Почётный доктор Православного богословского факультета университета Овидиус в Констанце (Румыния, 2012 год)